# Théodore Sivel
Theodore Sivel (n. 10 noiembrie 1834, Sauve, Languedoc-Roussillon, Franța – d. 15 aprilie 1875, Ciron, Centre-Val de Loire, Franța) a fost un ofițer de marină și aeronaut francez, care a murit în cursul unei ascensiuni cu balonul prin care se urmărea depășirea recordului de altitudine.
La 22 martie 1874, împreună cu Joseph Crocé-Spinelli, a făcut o ascensiune în balon (l'Étoile polaire) la o altitudine de 7.400 de metri, de la uzina electrică din La Villette până la Bar-sur-Seine. Această urcare a permis să se testeze utilizarea oxigenului (cu un echipament dezvoltat de Paul Bert) și să se facă observații astronomice cu ajutorul unui dispozitiv construit de Jules Janssen.
La 23 și 24 martie 1875 a participat la zborul cu o durată record al balonului Zénith (22 ore și 40 de minute).

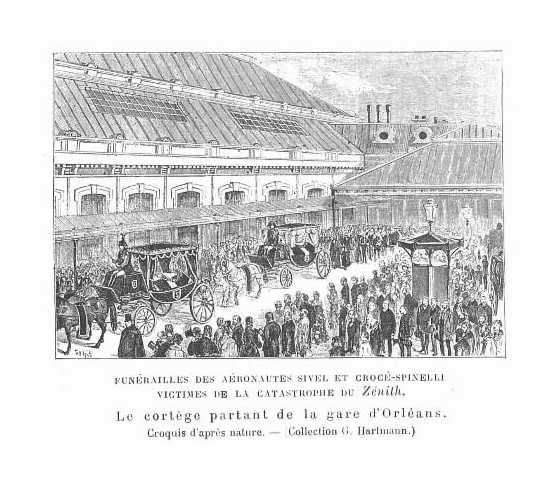
Funeraliile aeronauților Sivel și Crocé-Spinelli.

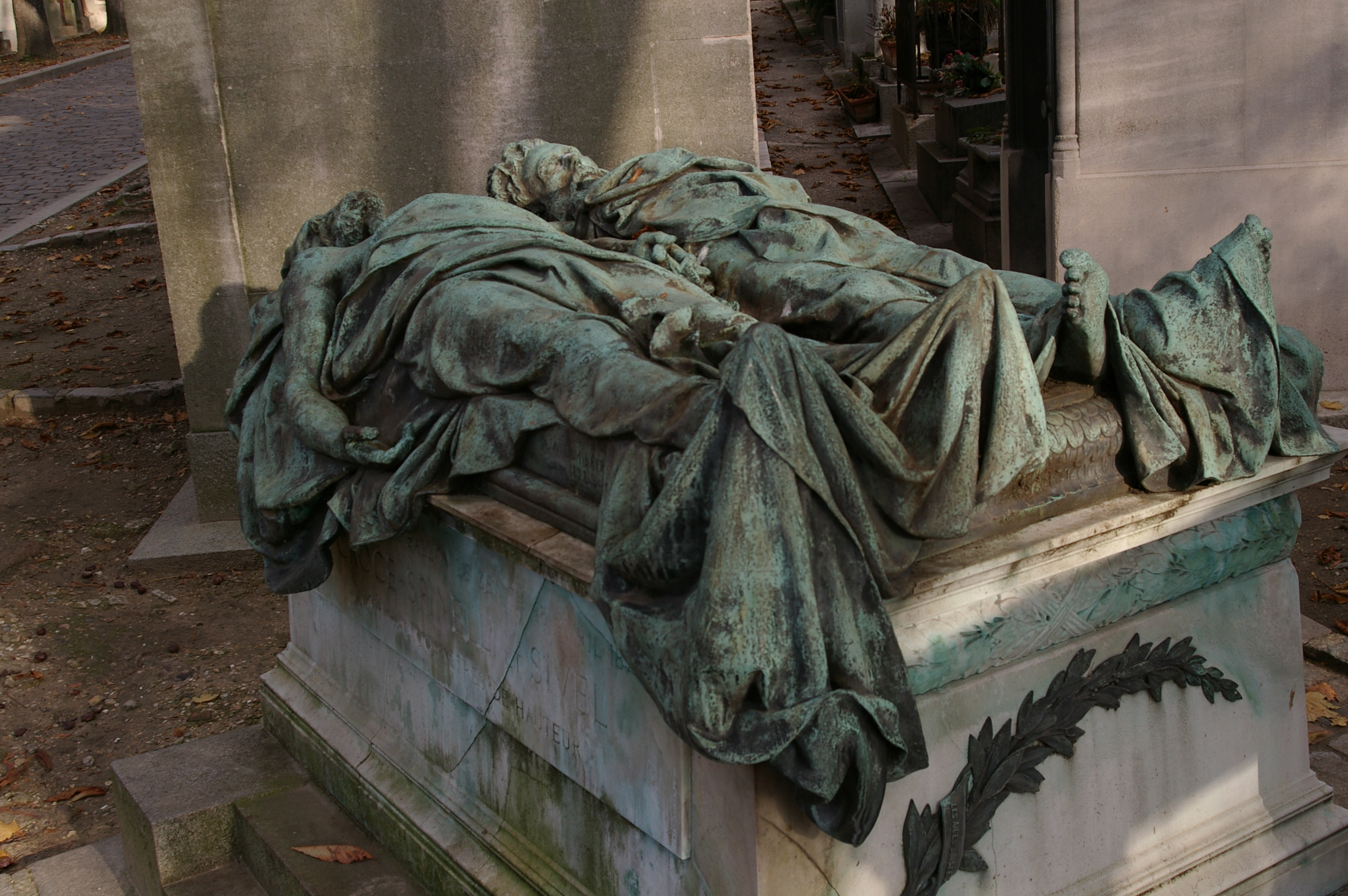
Mormântul său din cimitirul Père-Lachaise.

La 15 aprilie 1875, a murit asfixiat din lipsă de oxigen la Ciron, împreună cu Crocé-Spinelli, în cursul unei noi ascensiuni proiectate să depășească recordul de altitudine cu balonul Zénith. Singurul membru al echipajului care a supraviețuit a fost Gaston Tissandier (1843-1899), care a rămas surd.
A fost înmormântat în cimitirul Père Lachaise, parcela71, sub un gisant executat în 1878 de sculptorul Alphonse Dumilatre care îl reprezintă culcat pe spate, ținându-l de mână pe camaradul său, care i-a împărtășit soarta.

## Omagiu
- O stradă din arondismentul 14 din Paris a fost numită rue Sivel în 1896.
- O piață din orașul său natal îi poartă numele; o placă memorială a fost amplasată pe casa în care s-a născut. În 1975 a fost lansat un balon de pe stadionul din Sauve pentru a comemora centenarul morții aeronautului.

## Legături externe
- Échec à Berlin en 1873
- Le récit du vol du 22 mars 1874 dans La Nature

1. 1 2 3  Autoritatea BnF